# 古原生代
| 累代        | 代       | 紀                 | 基底年代 Mya |
| ----------- | -------- | ------------------ | ------------ |
| 顕生代      | 新生代   | 新生代             | 66           |
| 顕生代      | 中生代   | 中生代             | 251.902      |
| 顕生代      | 古生代   | 古生代             | 541          |
| 原生代      | 新原生代 | エディアカラン     | 635          |
| 原生代      | 新原生代 | クライオジェニアン | 720          |
| 原生代      | 新原生代 | トニアン           | 1000         |
| 原生代      | 中原生代 | ステニアン         | 1200         |
| 原生代      | 中原生代 | エクタシアン       | 1400         |
| 原生代      | 中原生代 | カリミアン         | 1600         |
| 原生代      | 古原生代 | スタテリアン       | 1800         |
| 原生代      | 古原生代 | オロシリアン       | 2050         |
| 原生代      | 古原生代 | リィアキアン       | 2300         |
| 原生代      | 古原生代 | シデリアン         | 2500         |
| 太古代      | 新太古代 | 新太古代           | 2800         |
| 太古代      | 中太古代 | 中太古代           | 3200         |
| 太古代      | 古太古代 | 古太古代           | 3600         |
| 太古代      | 原太古代 | 原太古代           | 4000         |
| 冥王代      | 冥王代   | 冥王代             | 4600         |
| 1. 2. 3. 4. |          |                    |              |

古原生代（こげんせいだい、英：Paleoproterozoic, Palaeoproterozoic）は、25億年前から16億年前までにあたる原生代最初の地質時代（代）の一つ。スタテリアン、オロシリアン、レィアキアン、シデリアンの4つの紀に区分される。

## 地学上の出来事など
古生物学の状況証拠によると、18億年前頃の一日は20時間であり、一年は400日であったと推定されている。
大気中の急激な酸素増加の以前は全ての生物は嫌気性であり、細胞呼吸は酸素を必要としなかった。大量の酸素は大部分の嫌気性微生物にとって有毒であったため彼らは地球上のほとんどから消え失せてしまった。生き残った嫌気性微生物たちは酸素に耐性を持つようになったか、酸素のない環境で暮らすようになった。遊離酸素の突然の発生による酸素に弱い生物の死滅の出来事は、大酸化イベント(Great Oxygenation Event, Oxygen catastrophe)という。
大陸がはじめて安定した。地球規模の大陸衝突帯が発生した。

## 生物
光合成によりエネルギーと酸素を作り出す微生物、シアノバクテリアが誕生した。
全ての真核生物の発祥となったと考えられているCrown eukaryotesが発生し、その中のCrown eukaryotesは、おそらく10億年くらい前に繊毛虫および鞭毛の系譜に分岐した。

ガボン大型生物、グリパニア、最初の真核生物などの化石は、この時期のものである。